# Pointe de Pleinmont
La pointe de Pleinmont est une avancée terrestre formant une péninsule qui se prolonge dans le sud-ouest de l'île de Guernesey dans les îles anglo-normandes.

## Géographie
La pointe de Pleinmont est située dans la paroisse de Pleinmont-Torteval au sud-ouest de l'île de Guernesey, entre les paroisses de Saint-Pierre-Port au nord, Saint-André-de-la-Pommeraye au nord-est et La Forêt à l'est. Elle constitue avec la pointe de Jerbourg, la pointe Icart et la pointe de la Moye, les trois avancées terrestres des paroisses méridionales de l'île de Guernesey.
La pointe de Pleinmont est un cap rocheux constitué de falaises tombant dans la mer. En face s'étend l'archipel des Hanois d'où s'élève le phare Les Hanois. LE sommet le plus haut est situé au mont Hérault qui culmine à 70 mètres d'altitude.

## Liens externes

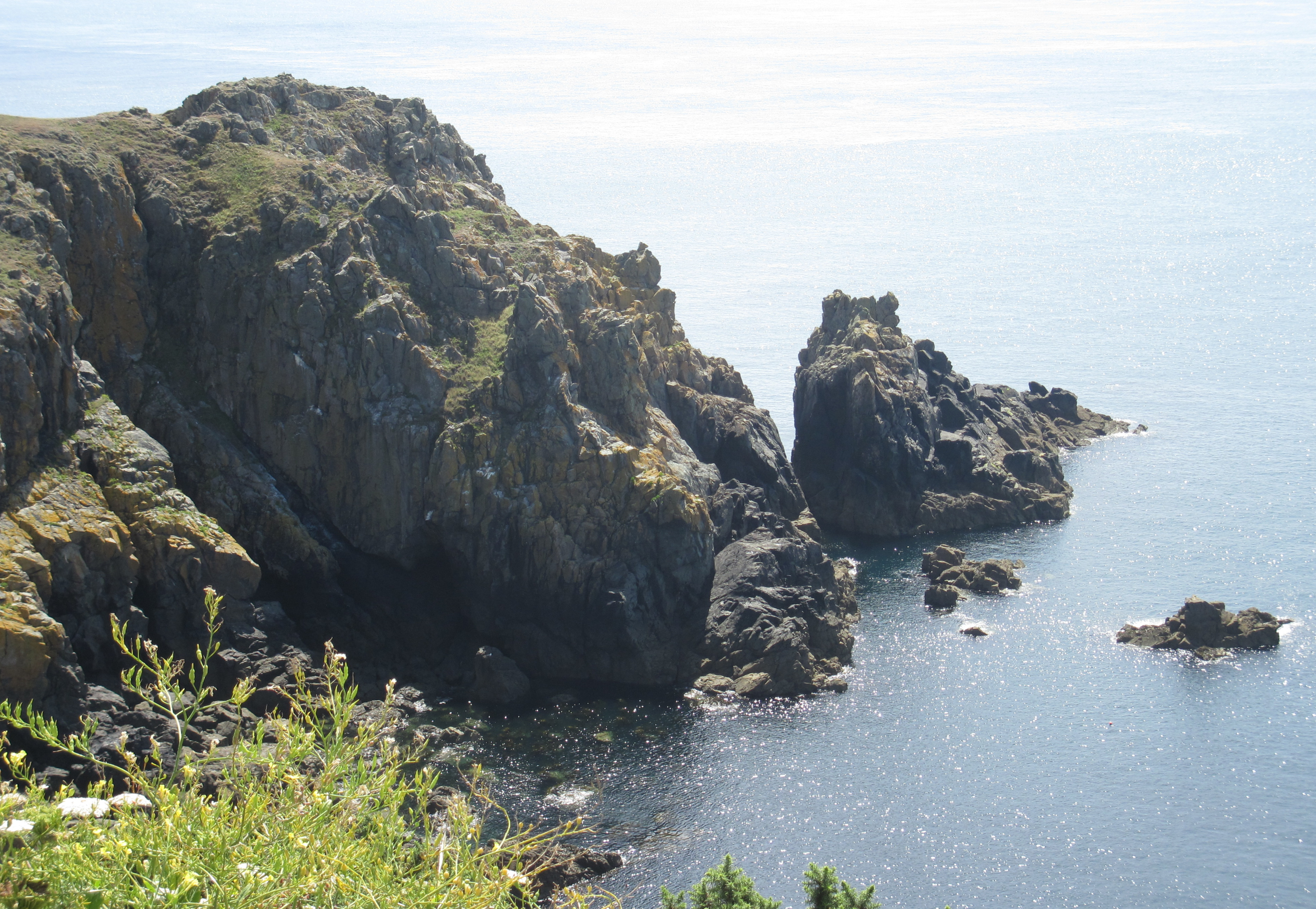
Vue sur la pointe de Pleinmont.